# Ashford (Kent)
Ashford ist eine Stadt in Kent im Südosten Englands. Sie befindet sich im Borough of Ashford in den North Downs am Great Stour und der Mündung des East Stour. Ashford hat 118.000 Einwohner (2011). Der landwirtschaftliche Markt der Stadt ist einer der größten des Landes. Der Flughafen Lydd liegt 22 km südlich von Ashford.
Ashford ist im Englischen eine relativ häufige Bezeichnung und bedeutet wörtlich „Eschenfurt“, also eine Furt, die von Eschen gesäumt wird. Die Stadt Ashford, die im Grenzbereich zwischen dem westlichen und dem östlichen Kent liegt, hat als Motto den Spruch „With stronger faith“ („Mit stärkerem Glauben“), ein Zitat aus dem Gedicht To Lucasta, Going to the Warres von Richard Lovelace.

## Geschichte
Ashford war stets ein bedeutender Marktort in Kent und zugleich Verkehrsknoten mehrerer Straßen und Bahnlinien. Die Stadt hat Anschluss an die Linien Ashford–Ramsgate (über Canterbury-West), Ashford–Maidstone, London–Dover (South Eastern Main Line), Ashford–Folkestone und Ashford–Hastings. Seit der Eröffnung des Eurotunnels unter dem Ärmelkanal verfügt Ashfords Bahnhof mit den Eurostar-Zügen auch über internationale Verkehrsverbindungen zum Kontinent.
Der Borough von Ashford lag am Ostende des Andredsweals, einem großen Waldgebiet, das sich von Kent bis Sussex erstreckte und von dem der Weald der heutige Überrest ist. In römischer Zeit verlief eine Straße von Canterbury durch Ashford, eine Siedlung ist aber erst für die Zeit ab 893 belegt. Das Domesday Book von 1086 verzeichnet für Ashford (Essetesford bzw. Eshetisford) eine Kirche, zwei Mühlen und einen Wert von 150 Schillingen. Das Landgut von Ashford war damals im Besitz des Connétables von England, Hugh de Montfort.
Die relative Nähe zur Hauptstadt London hat die Geschichte Ashfords maßgeblich mitgeprägt. Shakespeare erwähnt in seinem Stück Heinrich VI., dass der Rebell Jack Cade aus Ashford stamme. Auch der Fleischer Dick, der im Stück ausruft: Als erstes lasst uns alle Anwälte töten stammt aus der Stadt.
Ashford hat seit 1243 Markt- und Stadtrecht und ist seit Ende des 16. Jahrhunderts einer der bedeutendsten Viehmärkte der Region. Dieser Markt wurde in der Ortsmitte auf der High Street abgehalten, bis er 1856 zur Elwick Road verlegt wurde. In der Pfarrkirche des Ortes hat sich Bausubstanz aus dem 13. Jahrhundert erhalten, sie stammt ansonsten zu weiten Teilen aus dem 15. Jahrhundert, als sie erneuert wurde. 1638 erhielt die Stadt ein Gymnasium, das bis 1846 als Schule genutzt wurde und das heute als Museum dient. Die Stadt beherbergte bis 1997, als sie dem Bau der Hochgeschwindigkeitsbahnstrecke für den Eurotunnel weichen mussten, die Templer Barracks, ein Kasernengelände, zu dem auch eine Ausbildungsstätte für den britischen Auslandsgeheimdienst gehörte.

## Bevölkerungsentwicklung
Im Jahr 1801 hatten Ashford und Willesborough zusammen 2.600 Einwohner. Die Zahl stieg bis 1861 auf 8.800 an und erreichte 1961 28.000. Im Jahr 1991 lebten in Ashford 92.331 und im Jahr 2001 waren es 102.661, womit Ashford eine der jüngsten Großstädte Englands wurde. Das Wachstum hält weiter an; für 2004 betrug die geschätzte Einwohnerzahl 107.700.
Gemäß der Volkszählung von 2001 gab es in Ashford 41.450 Haushalte und die Arbeitslosigkeit in der Gruppe der 16- bis 74-Jährigen betrug 2,4 %. Dies stellt einen sehr guten Wert dar.

## Sehenswürdigkeiten
An Sehenswürdigkeiten sind zu nennen:
- Das Ashford Borough Museum im alten Gymnasium; dargestellt wird die Geschichte der Stadt
- Der Ashford Green Corridor, eine umfassende Parkanlage entlang der Flüsse der Stadt
- Brockhill Country Park, eine Parkanlage um ein altes normannisches Gutshaus
- Godinton House and Gardens
- Port Lympne Wild Animal Park & Gardens, ein Wildtiergehege
- Willesborough Windmill, eine Windmühle aus dem Jahr 1869
- St Mary’s Church im Vorort Sevington aus dem 12. Jahrhundert

## Wirtschaft
Die Stadt ist wegen ihrer guten Verkehrslage ein beliebter Wirtschaftsstandort. Die größten Industriegebiete befinden sich in Waterbrook (740.000 m² mit Produktions-, Lager- und Auslieferungsstätten für Frachtgüter), der Eureka Science and Business Park (570.000 m² mit Produktionsstätten und Bürokomplexen), der Orbital Park (570.000 m²), sowie 14 weiteren Gewerbegebieten.
Zu den größten Arbeitgebern zählt die Campbell Soup Company, das bis 2001 in Besitz von Unilever war und in Ashford eine der größten Fabriken zur Produktion von Suppen unterhielt.
Zu nennen ist außerdem das Ashford Designer Outlet, ein großes Einkaufszentrum. Bis 2002 war Ashford der Sitz des Automobilzulieferers Connolly Leather Ltd.
Um die Lage und speziell die Nähe zu London besser ausnutzen zu können, gibt es einen Aktionsplan um bis 2031 einige massive Verbesserungen in der Infrastruktur und in der Betriebsansiedlung vorzunehmen. Ein Hauptaugenmerk liegt dabei auf der Vermarktung von Industrie- und Büroobjekten aufgrund der viel günstigeren Mieten im Vergleich zum nahegelegenen London.
Damit einhergehend auch entsprechende Bauprojekte um genügend Wohnraum zu schaffen.

## Sport
Ashford ist bekannt als die Heimat zahlreicher Sportvereine. Zu nennen sind insbesondere:
- „Ashford United Football Club“, der um 1880 gegründete Fußballclub der Stadt
- „Ashford Hockey Club“, gegründet 1898.
- „Ashford Town Swimming Club“
- „Ashford Rugby Club“

- Die Tour de France verlief 1994 auf der Etappe von Dover nach Brighton durch die Stadt, und auch 2007 verlief die Tour de France durch Ashford.
- Im Ortsteil Willesborough befindet sich das „Julie Rose Stadium“, ein Leichtathletikstadion, in dem der „Ashford Athletics Club“ zu Hause ist.

## Bildung
Ashford beheimatet eine Reihe von Schulen. Im Einzelnen sind dies:
- 19 Grundschulen (Ashford South Community Primary School, Ashford-Friars School, Beaver Green Infants School, Downs View Infants School, East Stour Primary School, Furley Park Primary School, Godinton Primary School, Great Chart Primary School, Hopewell School, Kennington C of E Junior School, Linden Grove Primary School, Oak Tree Primary School, Phoenix Community Primary School, St Mary’s Church of England Primary School, St Simon’s of England R C Primary school, St Teresas Catholic Primary School, Victoria Road, Willesborough Infant School, Willesborough Junior School)
- 7 Oberschulen (Ashford-Friars School, Christ Church C of E High School, Highworth Grammar School (für Mädchen), The North School, Norton Knatchbull Grammar School (für Jungen), Swadelands School, Towers School)

- 3 Colleges (Ashford School of Art & Design, South Kent College – Jemmett Campus, South Kent College – South Ashford Campus)

Das Imperial College London hat einen größeren Campus im benachbarten Wye.

## Partnerstädte
Ashford ist Partnerstadt von:
- Bad Münstereifel, Deutschland
- Fougères, Frankreich
- Hopewell, Virginia, USA

## Persönlichkeiten

### Söhne und Töchter der Stadt
- John Wallis (1616–1703), Mathematiker
- Sir Malcolm Sargent (1895–1967), Dirigent, Organist und Komponist
- Robert Gill (1916–1955), Komponist
- Dudley Pope (1925–1997), Schriftsteller
- Bob Holness (* 1928), Schauspieler und Fernsehmoderator
- Patsy Byrne (* 1933), Schauspielerin
- John Wells (1936–1998), Schauspieler, Schriftsteller und Satiriker
- Frederick Forsyth (1938–2025), Schriftsteller, bekannt durch seine Thriller
- Roger Dean (* 1944), Künstler, bekannt durch die Gestaltung von Plattencovern
- Ray Dorset (* 1946), Gitarrist und Sänger, Gründer von Mungo Jerry
- Chris Thompson (* 1948), Rocksänger und -gitarrist
- Simon White (* 1951), Astrophysiker
- Mark Rylance (* 1960), Schauspieler und Theaterintendant am Londoner Globe Theatre
- Matilda Ziegler (* 1964), Schauspielerin
- Henry Cullen (* 19..), Techno-DJ

- Jamie Staff (* 1973), BMX-Weltmeister
- Edward Argar (* 1977), Politiker
- Sarah Ayton (* 1980), Seglerin
- James Tredwell (* 1982), Cricketspieler
- Ruth Wilson (* 1982), Schauspielerin
- Lisa Dobriskey (* 1983), Leichtathletin
- Barry Fuller (* 1984), Fußballspieler
- Tom Varndell (* 1985), Rugbyspieler

### Weitere Persönlichkeiten
- Alfred Austin (1835–1913), ein englischer Dichter und Poet Laureate, starb in Ashford
- Sir Sydney Nicholson (1875–1947), Chorleiter, Organist und Komponist, Gründer der Royal School of Church Music, starb in Ashford
- Simone Weil (1909–1943), Aktivistin, Philosophin und Mystikerin, starb in Ashford